# Шевченковский сельсовет (Башкортостан)
Шевченковский сельсовет — муниципальное образование в Мелеузовском районе Башкортостана.
Административный центр — деревня Антоновка.

## История
Статус и границы сельского поселения установлены Законом Республики Башкортостан от 17 декабря 2004 года № 126-З «О границах, статусе и административных центрах муниципальных образований в Республике Башкортостан».

## Население
| 2002 | 2009 | 2010 | 2012 | 2013 | 2014 | 2016 |
| ---- | ---- | ---- | ---- | ---- | ---- | ---- |
| 613  | ↗680 | ↘664 | ↘631 | ↘609 | ↘592 | ↘586 |
| 2017 | 2018 |      |      |      |      |      |
| ↗588 | ↘587 |      |      |      |      |      |

## Состав сельского поселения
| № | Населённый пункт | Тип населённого пункта          | Население |
| - | ---------------- | ------------------------------- | --------- |
| 1 | Антоновка        | деревня, административный центр | ↘443      |
| 2 | Озерки           | деревня                         | ↗127      |
| 3 | Конаревка        | деревня                         | ↘94       |